# Elena Castillo
Elena Castillo Merino (Puebla de Zaragoza, 16 de noviembre) es una compositora, creadora, diseñadora y paisajista sonora mexicana. También conocida como Elentric, ha desarrollado diferentes proyectos musicales entre los que se encuentra su primer álbum Elentric Cyber80. Es cofundadora de Blutrón Electrónica Musical e intérprete de theremín.

## Formación musical
Comenzó sus estudios musicales en el Conservatorio de Música del Estado de Puebla. Posteriormente ingresa a la Facultad de Artes de la Benemérita Universidad Autónoma de Puebla (BUAP) donde cursó el nivel técnico y la licenciatura en Música con especialidad en composición bajo la tutela del compositor Gonzalo Macías Andere. En 2018 comenzó a estudiar la Maestría en Estética y Arte de la BUAP.

## Trayectoria
Ha participado en diversos festivales en México, Argentina, Estados Unidos y Alemania con su trabajo. Ha sido parte de la Compañía Constructora de objetos Escénicos Sonoros  desde 2008 presentándose diversos foros y festivales como Discantus. Ha realizado la música original y diseño sonoro de más de 15 puestas en escena, 4 cortometrajes y un largometraje. 
Ha formado parte del Sistema Poliedro, que busca la creación musical electroacústica  colectiva a distancia a través de la web. El grupo comenzó con cinco integrantes de Chile y Argentina y se ha expandido a diversos países de Latinoamérica incluyendo México donde ahora suman más de 44 miembros.
Otros proyectos incluyen su participación como artista sonora en producciones discográficas de investigación y difusión de obras latinoamericana como Caos Post-Industrial apoyado por el Ministerio de Cultura -Programa Nacional de Concertación Cultural de Colombia y el Museo de Arte contemporáneo de Bogotá en 2017. 

### Elentric
Su trabajo como artista independiente se basa en la experimentación sonora son influencias de la música electrónica de los 80 a través de sintetizadores y plataformas digitales. Su primer álbum Elentric Cyber80 es el resultado de la mezcla del diseño sonoro, sintetizadores, piano y cyberpunk como lo refleja su primer sencillo Nightpunk highway  que vio la luz en mayo del 2017.

### Para escucharte mejor
Para escucharte mejor es un proyecto con apoyo del CONACULTA y el Gobierno del Estado de Puebla que busca concientizar acerca de la contaminación acústica que se vive en Puebla a través del diseño sonoro de la ciudad, a partir de la compilación de grabaciones en distintos puntos con mayor afluencia como los son el Centro histórico, la CAPU (Central de Autobuses de Puebla) entre otros lugares públicos como plazas comerciales da cuenta del paisaje sonoro, brindando una herramienta de análisis para ser más sensibles a nuestro entorno y tratar de crear nuevos ambientes en pro de una escucha más sana. 

## Becas y reconocimientos
Elena Castillo fue seleccionada como becaria en el Festival Internacional de Visiones Sonoras 2005 y Encuentro de Composición Electroacústica 2017 organizados por el Centro Mexicano de para la Música y las Artes Sonoras.  
Su proyecto Resonancia de las voces enmudecidas fue acreedor al Programa de estímulo a la creación y al desarrollo artístico de Puebla (FOESCAP) en 2008  Nuevamente recibe una beca para realizar el proyecto Para escucharte mejor gracias a los estímulos del  PECDA 2018 en  la categoría creadores con experiencia con el proyecto 